# Skjöldur (berg)
Skjöldur är ett berg i republiken Island. Det ligger i regionen Västfjordarna, 200 km nordväst om huvudstaden Reykjavík. Toppen på Skjöldur är 537 meter över havet.
Närmaste större samhälle är Patreksfjörður, omkring 14 kilometer söder om Skjöldur.